# 北海道学力コンクール
北海道学力コンクール（ほっかいどうがくりょくコンクール）は、株式会社進学舎が事務局となって行なわれる全北海道規模の小・中学生を対象とした学力テスト。道コンと略されることが多い。

## 概要
主に受験者が所属する学習塾などで受けるが、事務局の設置する本会場で受けることもできる。受験者数は中学3年生だと全体のおよそ4割、約20,000人と全道最大を誇るテストである。受験者のデータを集計し、順位、偏差値、志望校の合格率を出す。国語、数学、社会、理科、英語の5教科、各100点満点、合計500点満点と、北海道の公立高校入試と同じである。また、成績上位者一覧などが掲載された総合資料が受験者全員に配布され、成績優秀者には賞状が授与される。
全道でも500点満点は滅多に出ず、1位は、そのテストの難易度にもよるが、490点台のときが多い。